# Енна Айргдех
Енна Айргдех - (ірл. - Énna Airgdech, Énna Airgthech, Énna Airgtheach) – Енна Багатий Сріблом - верховний король Ірландії. Час правління (згідно середньовічної ірландської історичної традиції): 1032 — 1005 до н. е. (згідно «Історії Ірландії» Джеффрі Кітінга) або 1410 — 1383 до н. е. згідно хроніки Чотирьох Майстрів. Син верховного короля Ірландії Еоху Муму. Прийшов до влади в результаті вбивства попереднього верховного короля Ірландії на ймення Енгус Олмукайд – Енгус Великий Кабан, що був вбивцею його батька (звичай кровної помсти). Це відбулось в битві під Карман (ірл. – Carman). Легенди переповідають, що він був багатим королем і зробим своїм вельможам та варті щити з срібла. За це і отримав своє прізвище. Його резиденція називалась Аргатрос – Срібна Фортеця. Правив Ірландією протягом 27 років. Був вбитий онуком Енгуса Олмукайда – Рохехтайдом мак Майном (ірл. - Rothechtaid mac Main) у битві під Райгне (ірл. – Raigne). 